# Mark Levinson
Mark Levinson, actualmente propiedad de Madrigal Audio Laboratories, es una compañía especializada en procesadores digitales de audio, amplificadores integrados, etapas de potencia, preamplificadores y reproductores de audio digital high-end. 
Mark Levinson es una compañía de audio high-end dirigida a los audiófilos.

## Historia
Fundada en 1972 como Mark Levinson Audio Systems (MLAS) por Mark Levinson, desde su nacimiento se ha centrado en equipos de estado sólido. 
En los años 80, el mismo Levinson se vio expulsado de la compañía por su socio, Sandy Berlin, de Madrigal, que poseía una participación mayoritaria en la compañía. A ello le siguió una demanda, por la que los nuevos propietarios de MLAS intentaron impedir que Levinson continuara trabajando en la industria del audio utilizando su propio nombre. A pesar de perder la compañía que había construido gracias a su visión creativa, Levinson consiguió el derecho a seguir llamándose por su propio nombre y salió adelante para fundar o cofundar otras compañías (Cello y más tarde Red Rose Music). 
Entre los años 2000 y 2002, la compañía Mark Levinson fue adquirida por Harman International Group. El núcleo del negocio sigue siendo el mismo: gama alta y equipos de audio high-end con tecnología de vanguardia.
Aunque los productos Mark Levinson tenían como principal objetivo el mercado del estéreo o el cine en casa, en la actualidad también se pueden encontrar productos de la marca destinados al automóvil, desarrollados y fabricados por Harman Automotive, el departamento de audio para automóvil de Harman International. A pesar de no compartir por regla general ningún componente con los productos para el hogar de Mark Levinson, sí se diseñan en colaboración con sus ingenieros de sonido. Los modelos Lexus high-end, como el nuevo Lexus LS, presenta los sistemas de sonido Mark Levinson como accesorio opcional.

## Equipos
Amplificadores
- Mark Levinson ML-3

Preamplificadores
- Mark Levinson n.º 26